# Tinodes aligi
Tinodes aligi är en nattsländeart som beskrevs av Malicky 1972. Tinodes aligi ingår i släktet Tinodes och familjen tunnelnattsländor. Inga underarter finns listade i Catalogue of Life.